# Adela Koziołkiewicz-Skrzypkowska
Adela Koziołkiewicz-Skrzypkowska (także Adela Koziołkiewiczówna, ur. 28 grudnia 1881 w Hrubieszowskiem, zm. 25 maja 1941) – polska nauczycielka, działaczka oświatowa i społeczna, kierowniczka Żeńskiego Gimnazjum w Łodzi w latach 1923-1939.

## Życiorys
Pochodziła z rodziny ziemiańskiej. Po ukończeniu pensji w Warszawie podjęła studia uniwersyteckie z zakresu polonistyki i historii na Uniwersytecie Jagiellońskim oraz z zakresu filologii francuskiej na Uniwersytecie w Paryżu. Od 1905 r. mieszkała w Łodzi. Pracowała w tym mieście jako nauczycielka na pensjach żeńskich Janiny Tymienieckiej oraz Zofii Libiszowskiej, a także w Gimnazjum Społecznym im. Elizy Orzeszkowej, w Szkole Handlowej Męskiej, Gimnazjum Humanistycznym Janiny Pryssewiczówny, Miejskim Seminarium Nauczycielskim Żeńskim im. Anieli Szycówny oraz Miejskim Seminarium Nauczycielskim Męskim im. Ewarysta. Estkowskiego. Ponadto angażowała się w nieodpłatne nauczanie młodzieży robotniczej i nauczanie języka polskiego w nielegalnych organizacjach oświatowych.  W latach 1923-1939 była właścicielką i kierowniczką szkoły znanej jako Gimnazjum Żeńskie Adeli Skrzypkowskiej. Była aktywna zawodowo do roku szkolnego 1938/1939, po czym zrezygnowała z pracy z powodu choroby. 
Prowadziła kursy nauczania początkowego oraz kursy rozszerzone w Towarzystwie Krzewienia Oświaty (tzw. Uniwersytet Powszechny) w Łodzi. Do jej zasług należy opracowanie metodyki pozaszkolnego nauczania języka polskiego opublikowanej przez Towarzystwo Krzewienia Oświaty w broszurze pt. Program nauczania języka polskiego (Łódź, 1916).
Została pochowana w części rzymskokatolickiej Starego Cmentarza w Łodzi.

## Upamiętnienie
W 1947 r. odsłonięto tablicę pamiątkową Adeli Koziołkiewicz-Skrzykowskiej w Łodzi (ul. Łąkowa 42).

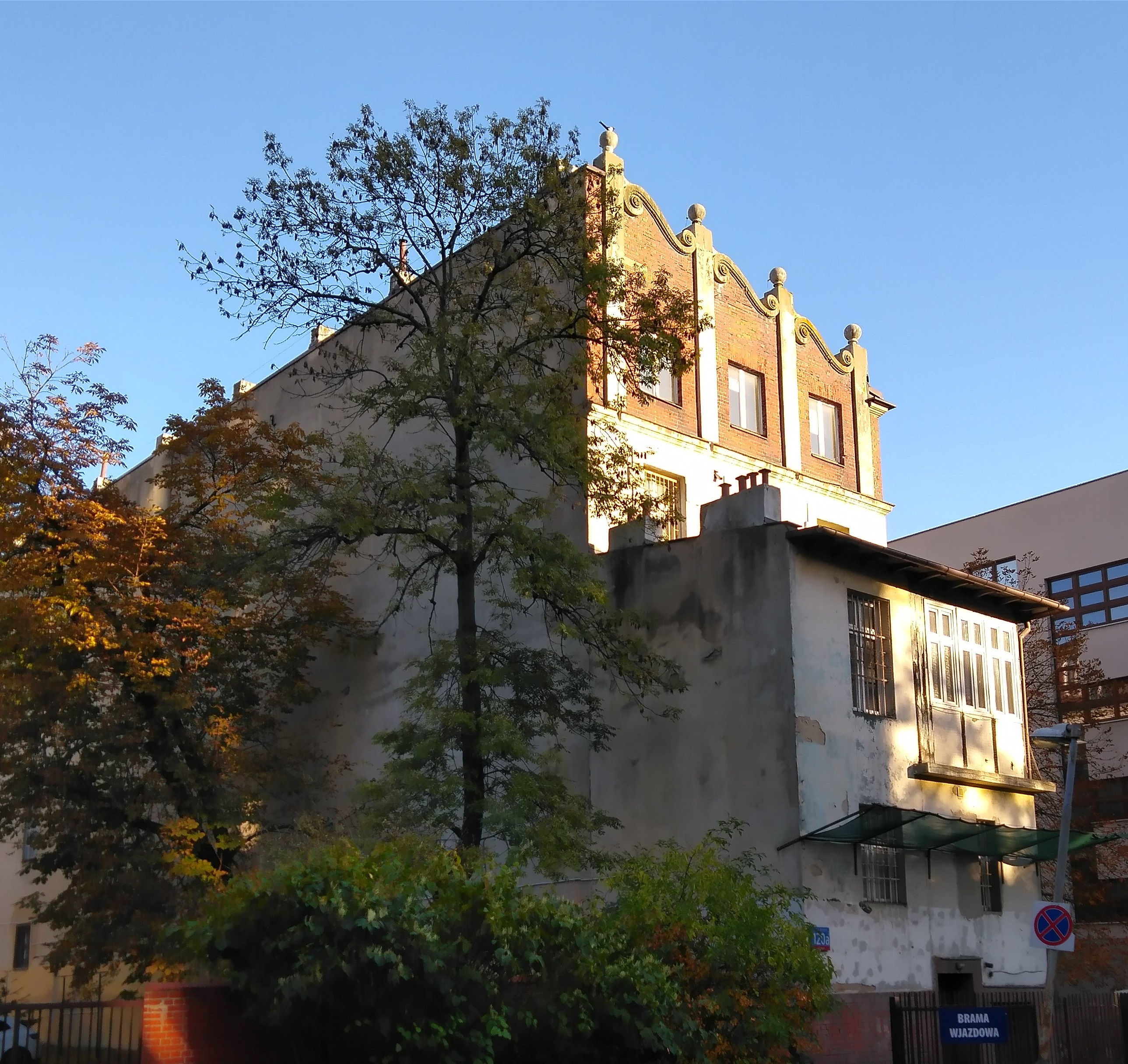
Dawna siedziba Gimnazjum Żeńskiego Adeli Skrzypkowskiej w Łodzi (2024).